# 佛塔欄楯
《佛塔欄楯》（英文名：Stupa Railing with Tree Goddesses），是古代佛塔欄楯的一部分，貴霜王朝（西元2-3世紀－320）期間以產於印度秣菟羅地區的紅砂岩所鑿刻。現為國立故宮博物院南部院區所展出的「佛陀形影－院藏亞洲佛教藝術之美」中的常設展覽文物之一。

## 地理
古印度秣菟羅為今新德里（英文名：New Delhi）東南地區，位於恆河中上游的北方邦（印地語：उत्तर प्रदेश；拉丁字母轉寫：Uttar Pradesh）西南部城市，為貴霜王朝（英文名：Kushan Dynasty）二大藝術中心之一。該地的印度本土傳統色彩濃厚，盛產紅砂岩。
秣菟羅是印度古代十六大國之一蘇羅西那（Śūrasena）的首都，乃古印度與西方通商路上的重要地區。

## 外觀
《佛塔欄楯》是以帶斑點的紅砂岩（Sikri Sandstone）雕刻而成，通高93公分，由兩條直欄和三段橫楯所組成。欄柱正面雕刻著兩位身姿媚麗的裸身藥叉女，嘴角含笑、雙唇豐厚，展現出豐滿的圓乳與寬厚臀部的豐腴體態，為典型印度秣菟羅地區的作品
藥叉女信仰是源自古印度豐饒崇拜的地母神，豐腴體態象徵多產豐饒。藥叉女一隻手高舉攀扶娑羅樹，此姿勢可能與祈求豐饒的古老儀式有關，女藥叉雙腳交錯，站在神獸之上。欄柱背面刻有盛開的蓮花。由於印度人常將祂們視為保護神，所以祂們的雕像時常出現在佛塔的欄楯上，巴呼特佛塔（Stupa, Bharhut，約西元前100－80年）的欄楯上的女樹神即為傳世最早的遺例之一。

## 外部連結
- 國立故宮博物院南部院區 佛教藝術展廳
- 佛教藝術－ 頂禮佛塔　得如實道 佛教藝術中的佛塔及形式(一) （页面存档备份，存于）
- 國立故宮博物院－佛陀形影－院藏亞洲佛教藝術之美
- 人間福報－【世界佛教美術圖說大辭典‧建築卷】 佛塔類型 異彩紛呈 （页面存档备份，存于）